# British Steel Tour
British Steel Tour bylo koncertní turné britské heavy metalové skupiny Judas Priest. konané při příležitosti vydání jejich alba British Steel. Předskokana jim dělali v současné době slavní Iron Maiden.
Turné Judas Priest s Iron Maiden mělo spory ohledně velikosti pódia ve smlouvě, a v realitě byla nálada dost mizerná. Podle K. K. Downinga byl baskytarista Steve Harris a jeho skupina celou dobu velmi nevděční až jednou dokonce odmítli hrát. To Downinga, tak dožralo až začal vidět rudě.
Downing ve své biografii vyjádřil, jak vypadalo turné s Iron Maiden. "Jednoho večera mi doslova hráblo. Hned jak slezli z pódia, vletěl jsem k nim do šatny. Byl tam i jejich manažer Rod Smallwood a byla to věru ošklivá scéna. Byl jsem připravený rozdávat pěsti. Už tehdy všichni věděli, že Maiden jsou kapelou Stevea Harrise. Ten to ale často vehementně popíral. Nicméně tehdy seděl v backstage a culil se jako trotl. Neměl jsem slov. Byla to neuvěřitelná situace, která nemá moc v branži obdoby. Předkapela drze diktovala headlinerovy, co se má a nemá stát. To je naprostý nonsens."

## Koncerty
| Datum           | Město               | Země    | Místo                               |
| --------------- | ------------------- | ------- | ----------------------------------- |
| 7. březen 1980  | Cardiff             | Wales   | Cardiff University                  |
| 8. březen 1980  | Leeds               | Anglie  | Leeds University                    |
| 9. březen 1980  | Bristol             | Anglie  | Colston Hall                        |
| 10. březen 1980 | Manchester          | Anglie  | Apollo Theatre                      |
| 11. březen 1980 | Sheffield           | Anglie  | City Hall                           |
| 12. březen 1980 | Sheffield           | Anglie  | City Hall                           |
| 13. březen 1980 | Leicester           | Anglie  | De Montfort Hall                    |
| 14. březen 1980 | Londýn              | Anglie  | Hammersmith Odeon                   |
| 15. březen 1980 | Londýn              | Anglie  | Hammersmith Odeon                   |
| 16. březen 1980 | Southampton         | Anglie  | Gaumont Theatre                     |
| 18. březen 1980 | Aberdeen            | Skotsko | Capitol Theatre                     |
| 19. březen 1980 | Edinburgh           | Skotsko | Odeon                               |
| 20. březen 1980 | Newcastle upon Tyne | England | Mayfair Ballroom                    |
| 21. březen 1980 | Newcastle upon Tyne | England | Mayfair Ballroom                    |
| 22. březen 1980 | Glasgow             | Skotsko | Apollo Theatre                      |
| 23. březen 1980 | Queensferry         | Wales   | Deeside Leisure Centre              |
| 25. březen 1980 | Stoke-on-Trent      | England | Trentham Gardens Grand Hall Theatre |
| 26. březen 1980 | Birmingham          | England | Birmingham Odeon                    |
| 27. březen 1980 | Birmingham          | England | Birmingham Odeon                    |